# Zamojne, Rozdilna
Zamojne (în ucraineană Заможне) este un sat în comunei Novoborîsivka din raionul Rozdilna, regiunea Odesa, Ucraina. Anterior a purtat denumirea Nezamojnîk.

## Demografie
Componența lingvistică a localității Zamojne
     Ucraineană (80,85%)
     Rusă (12,39%)
     Bulgară (2,82%)
Conform recensământului din 2001, majoritatea populației localității Zamojne era vorbitoare de ucraineană (80,85%), existând în minoritate și vorbitori de rusă (12,39%), armeană (3,94%) și bulgară (2,82%).